# Roger Berruezo i Vivancos
Roger Berruezo i Vivancos (Maçanet de la Selva 1985) Actor i cantant català. Actualment és una de les figures mes destacades del Teatre musical tant a Catalunya com a Espanya. El 2022 va rebre el premi Teatremusical.cat a millor intèrpret en un rol masculí per la seva interpretació de Robert a Company .
El 2005 va començar a estudiar un mòdul de grau superior de disseny gràfic a l'escola Massana de Barcelona i va canviar els estudis de disseny per estudiar interpretació a l'escola Coco Comin. Ha treballat en teatre, cinema i televisió per les principals productores catalanes i espanyoles com Dagoll Dagom, Antena 3, Televisió Espanyola, i Netflix.

## Carrera professional
Roger Berruezo va iniciar els seus estudis escènics a l'escola Coco Comín de Barcelona on es forma en teatre, cant i dansa amb diversos professionals del món de la interpretació. El 2008 s'estrena als escenaris de la capital catalana al Teatre Coliseum amb l'espectacle Què, el nou musical, interpretant el personatge d'Àngel  amb llibret i lletres d'Àlex Mañas, música de Manu Guix, coreografies de Pedro del Rey i direcció d'Àngel Llàcer on també enregistra el doble disc de l'espectacle editat per MG editors. Just en finalitzar l'espectacle el 2009 es va incorporar a la gira espanyola de Hoy no me puedo levantar en el paper de Mario, el protagonista de l'espectacle amb música i lletres de Nacho Cano i José Cano i coreografia de Tino Sánchez. També el 2009 fa la seva primera aparició a la televisió a la sèrie Pelotas de Televisió espanyola i posteriorment a la sèrie Águila Roja, també de televisió Espanyola, on interpretava el personatge de Martín, el jardiner nebot de Catalina enamorat d'Irene. Aquell mateix any actua al Teatre Lliure de Barcelona en El fascinant noi que treia la llengua quan feia treballs manuals interpretant el personatge de David amb la direcció i la creació d'Albert Espinosa. El 2010 és Óscar Reyes un personatge ambiciós, seductor i atractiu a Gavilanes, la sèrie d'Antena 3 que va arribar a obtenir un 17,2% de share és a dir 3.374.000 d'espectadors.
El 2011 és en Roc el protagonista de A Cop de Rock de Dagoll Dagom al Teatre Victòria de Barcelona amb llibret i direcció de Joan Lluís Bozzo, direcció musical de Xasqui i Toni Ten i les coreografies de Cristina Allande. Un espectacle basat en les cançons del roc català de finals de la dècada dels vuitanta i dels noranta. També enregistra el disc de l'espectacle amb la discogràfica Música Global. L'enregistrament va assolir la xifra de 20.000 unitats venudes i es va convertir en disc d'or.
El 2012 s'estrena al cinema català de la mà de Ventura Pons amb Mil cretins, basada en les històries de Quim Monzó, al costat de Francesc Orella, Mar Ulldemolins, Clara Segura, Santi Millán, entre d'altres. El film va rebre dues nominacions als Premis Gaudí de l'Acadèmia del cinema català i interpreta el personatge de Carlos a Grieta en la oscuridad.
El 2013 és un dels personatges protagonistes, Black, de The wild party (La festa salvatge) al Teatre Gaudí de Barcelona amb la direcció musical Filippo Fanó i la direcció escènica d'Anna Valldeneu i posteriorment s'incorpora a la gira espanyola de La Bella y la Bestia, interpretant el personatge de Gastón. Aquella va ser una de les gires més exitoses de la temporada 2012-2013 a Espanya després d'haver estat del 2007 al 2009 al Teatre Coliseum de Madrid i fins al 2010 al BTM de Barcelona.
El 2014 participa en Ciega a citas, la sèrie de televisió produïda per Mediaset España i el 2015 Interpreta al personatge de Rai a la pel·lícula Cómo sobrevivir a una despedida sota la direcció de Manuela Burló Moreno.
El 2014 interpreta a Saïd, el protagonista masculí de Mar i cel, l'obra més exitosa de Dagoll Dagom basat en l'obra d'Angel Guimerà i adaptat per Xavier Bru de Sala amb música d'Albert Guinovart i amb direcció musical de Joan Vives i direcció escènica de Joan Lluís Bozzo. On també n'enregistra el doble CD editat per Discmedi i ho combina les funcions amb l'enregistrament de la sèrie Acacias 38 per Televisió Espanyola.
El 2016 interpreta a en Benny a RENT amb la direcció musical de Miquel Tejada, la coreografia d'Oscar Reyes i la direcció escènica de Daniel Anglès i el 2017 interpreta el Dr. Madden a Casi Normales (Next to normal) a Barcelona i a Madrid, produïda per Nostromo Live amb la direcció musical d'Abel Garriga i Xavier Torras, les coreografies d'Aixa Guerra i la direcció essènica de Luis Romero i el 2017 protagonitza Ghost, el musical a la Gran via de Madrid.
El 2019 interpreta el personatge de Borja a Lo dejo cuando quiera, dirigida per Carlos Therón.
El 2021 va estrenar Les històries naturals de la companyia Lazzigags amb música i direcció musical de Marc Sambola, coreografies de Montse Colomé, i direcció escènica de Miquel Agell, va estrenar Fuimos canciones a Netflix i Company al Teatre del Soho de Málaga on interpreta el personatge de Paul i és cover del Robert el protagonista de l'espectacle, dirigit per Antonio Banderas.
El setembre de 2022 interpreta a Edward, el protagonista masculí de Pretty Woman, el musical al Teatre Apolo de Barcelona.
El desembre de 2022 interpreta a Guillermo, el professor de gimnàs de l'aclamada sèrie de Netfilx Machos Alfa.
El 2023 firma contracte musical amb el segell Fanàtik de la discogràfica Blanco & Negro. El 3 de juny de 2023 treu el seu primer senzill en català: Tornar a volar junts, amb un videoclip enregistrat al Pantà de Sau amb unes espectaculars imatges aèries.
El 2023 surt a la dotzena temporada de la sèrie "Amar es para siempre" d'Antena 3.
El 2024 és un dels actors escollits per actuar a La gran nit de Dagoll Dagom, l'espectacle de celebració dels 50 anys de la companyia, al Teatre Grec de Barcelona. A final d'any a Los Teatros del Canal amb la JOVEN interpreta el personatge de el pare a Un monstruo viene a verme.

## Teatre
- Què, el nou musical, com a Àngel (2008).
- Hoy no me puedo levantar, com a Mario (2009).
- El fascinant noi que treia la llengua quan feia treballs manuals, com a David (2009).
- Cop de Rock, com a Roc (2011).
- The wild party com a Black(2013).
- La bella y la bestia, com a Gastón (2013).
- Mar i Cel, com a Saïd (2014/2015).
- Rent, el musical, com a Benjamin ''Benny'' (2016).
- Casi normales, com a Dr. Madden (2017).
- Ghost, el musical, com a Sam (2019/20).
- Les històries naturals (2021).
- Company, com a Paul i Robert[28] (2021-2022). Premi Teatremusical.cat a millor intèrpret en un rol masculí.[29] Premi Max a millor espectacle musical o líric.[30]
- Pretty Woman, el musical (2022)[31]
- La gran nit de Dagoll Dagom (2024)[26]
- Un Monstruo Viene a Verme (2024)[32]

## Concerts
- Naturalment[33] Onyric Teatre Condal (2019).
- Historias jamás cantadas,[34] Teatre Condal (2021).
- Roger Berruezo en concert,[35] Teatre la Societat (2021).
- Roger Berruezo festival octubre (2023)[36]

## Televisió
- Pelotas, (La 1, 2009).
- Águila Roja, en el personatge de Martín (La 1, 2010-2011).
- Gavilanes, en el personatge d'Óscar Reyes (Antena 3, 2010–2011).
- Ciega a citas, en el personatge de Rosauro (Cuatro, 2014).
- Acacias 38, en el personatge de Germán de la Serna (TVE, 2015-2016).
- Servir y proteger, en el personatge de Jacobo Alonso (TVE, 2017).
- Cuéntame cómo pasó, en el personatge d'Ezequiel (TVE, 2021).
- Machos Alfa, (Netflix, 2022)
- Amar es para siempre (Antena 3, 2023)[37]
- La Moderna, en el personatge de Ballesteros (TVE 2024)[38]

## Cinema
- Grieta en la oscuridad, en el personatge de Carlos (2012).
- Cómo sobrevivir a una despedida, en el personatge de Rai (2015).
- Lo dejo cuando quiera, en el personatge de (2019).
- Fuimos canciones[39]', en el personatge de Julián (2021).
- Un novio para mi mujer (2022)[40]